# Роэро ди Пралормо, Джамбаттиста
Джамбаттиста Роэро ди Пралормо (итал. Giambattista Roero di Pralormo; 28 ноября 1684, Пралормо, Савойское герцогство — 9 октября 1766, Турин, Сардинское королевство) — итальянский кардинал и доктор обоих прав. Епископ Акви с 1 октября 1727 по 3 февраля 1744. Архиепископ Турина с 3 февраля 1744 по 9 октября 1766. Кардинал-священник с 5 апреля 1756, с титулом церкви Сан-Кризогоно со 2 августа 1758.